# Plecoptera javanica
Plecoptera javanica là một loài bướm đêm trong họ Erebidae.